# 156
156（一百五十六）是155與157之間的自然數。

## 數學
- 合數，正因數有1、2、3、4、6、12、13、26、39、52、78和156。
質因數分解為{\displaystyle 2^{2}\times 3\times 13}。
- 第35個過剩數，真因數和為236，盈度為80。前一個為150、下一個為160。
  - 第36個半完全數，和為本身的其中一組因數為1、 3、 4、 6、 12、 13、 26、 39、 52。前一個為150、下一個為160。
- 不尋常數，大於平方根的質因數為13。
- 第13個普洛尼克數，為12與13的乘積。前一個為132、下一個為182。
- 第51個十进制的哈沙德數。前一個為153、下一個為162。
- 第85個十进制的奢侈數。前一個為154、下一個為164。
- 156是可重除數
- 156為五進位的純位數－1111。